# Kanton Champigny-sur-Marne-1
Der Kanton Champigny-sur-Marne-1 ist seit 2015 ein französischer Wahlkreis im Arrondissement Nogent-sur-Marne, im Département Val-de-Marne und in der Region Île-de-France. Er besteht aus dem westlichen Teil der Stadt Champigny-sur-Marne.